# Gerely József
Gerely József (1892-ig Geiduschek; Budapest, 1871. július 22. vagy 24. – Budapest, 1915. szeptember 16.) pap, hittanár, minisztériumi előadó. Húga Gerely Józsa Jolán tanítónő, írónő.

## Élete
Szülei Gerely (Geiduschek) József és Wodiáner Lujza. Az esztergomi szeminárium papnövendéke, és számára meghatározó volt megismerkedése Prohászka Ottokárral, akinek ekkor a papképzés reformja állt tevékenységének középpontjában. Ösztöndíjat kapott a Pázmáneumban, így a teológiát a Bécsi Egyetemen végezhette. 1894-ben szentelték pappá, majd Budapesten szolgált mint hittanár.
1898-tól gróf Esterházy Móric családjánál volt nevelő. 1906-tól a főreáliskola hittanára. 1912-től gróf Zichy János kultuszminiszter alatt a Vallás- és Közoktatásügyi Minisztérium referense, 1913-tól múzeumi és könyvtári másodelőadó.
1896-ban az egri Tanítsatok főmunkatársa, 1902-1906 között az Egyházi Közlöny felelős szerkesztője, majd haláláig a Katholikus Egyházi Közlöny szerkesztője. 1906-ban a Magyar Szemle szerkesztője. 1908-ig a keresztényszocialista Új Lap napilap főszerkesztője. 1907-től a Katolikus Sajtóegyesület alapító főtitkára.

## Művei
- 1895 Sion. Topográfiai tanulmány a régi Jeruzsálemről. Budapest
- 1896 Kis képes biblia vagyis az üdvösség története. Az el. isk. 1-2. és 3-5. o. számára. Budapest
- 1896 Az elemi iskolák bibliai tankönyveinek reformjáról. Budapest
- 1897 Bibliai lexikon 1. köt. Budapest
- 1902 A Miatyánk könyve. Budapest
- 1902 R.K. szertartástan. Népisk. számára. Budapest
- 1903 Anthelme, Paul: A lelkiismeret (dráma, fordítás). Budapest
- 1908 A katolikus sajtó ügye. Budapest
- 1908 A kat. sajtópártolás orsz. szervezete. Budapest
- 1910 A katechézis az apostolok idejében. Budapest